# Alette Stang
Alette Stang (født 2. februar 1984) er en norsk håndboldspiller, der spillede i FC Midtjylland Håndbold fra 2008/09 til 2010/11. Hun har tidligere spillet for Bjørnar IL og Tertnes Idrettslag. 